# یامانا (آستراخان)
یامانا (به لاتین: Yamana) یک منطقهٔ مسکونی در روسیه است که در استان آستراخان واقع شده‌است.